# Assistant Secretary of State for Energy Resources

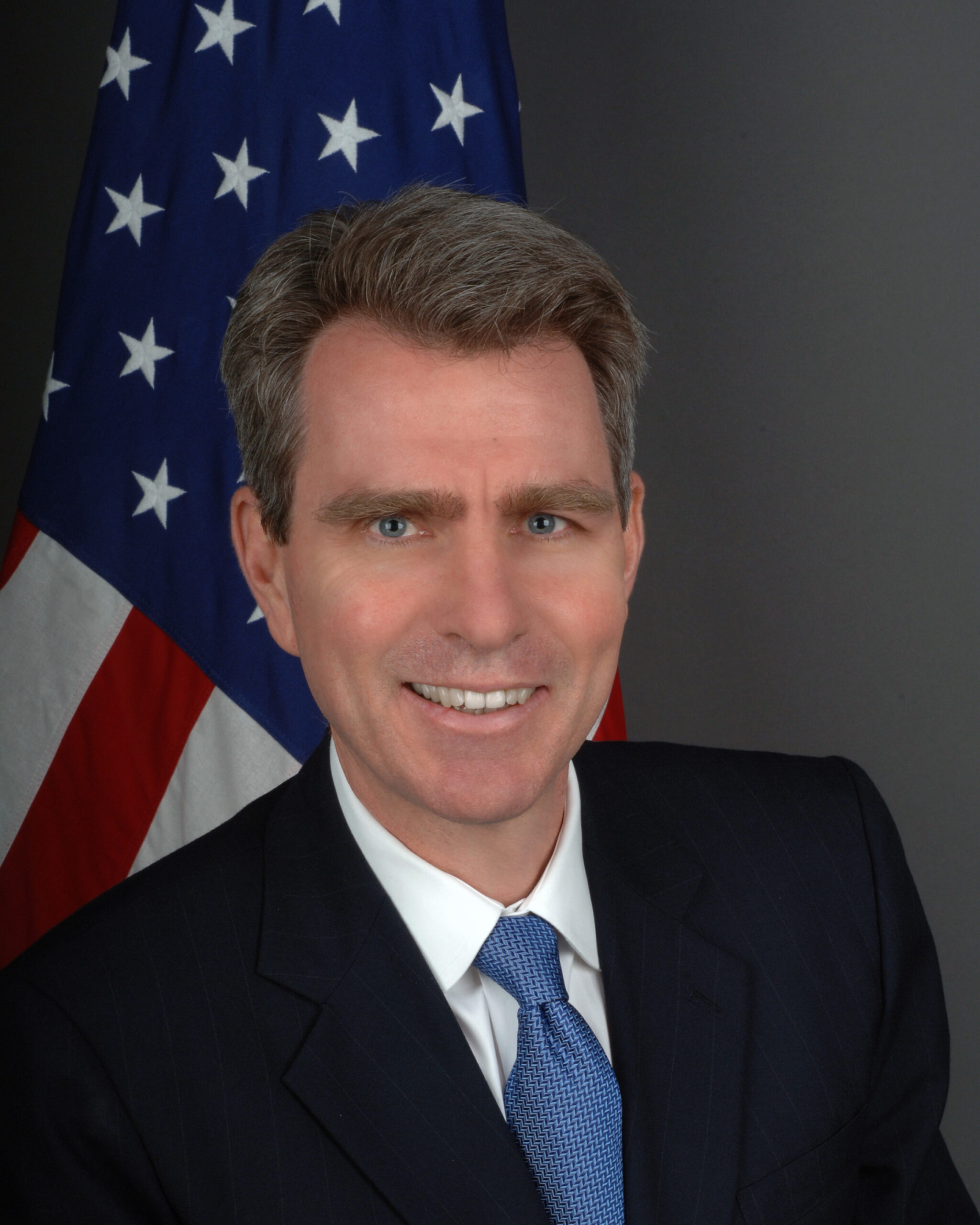
Geoffrey Pyatt, derzeitiger Assistant Secretary

Organigramm: Die administrative Gliederung des Außenministeriums (englisch)

Der Assistant Secretary of State for Energy Resources ist ein Amt im Außenministerium der Vereinigten Staaten und Leiter des Bureau of Energy Resources. Er untersteht dem Under Secretary of State for Economic Growth, Energy, and the Environment. 
Sein Aufgabenbereich beinhaltet übernationale Energiepolitik.

## Amtsinhaber
| Amtszeit  | Name                   | Bemerkung        |
| --------- | ---------------------- | ---------------- |
| 2018–2021 | Francis R. Fannon      |                  |
| 2021      | Virginia Evelyn Palmer | geschäftsführend |
| 2021–2022 | Harry R. Kamian        | geschäftsführend |
| 2022–     | Geoffrey Ross Pyatt    |                  |